# Lista över kroppsdelar

Yttre kroppsdelar

Detta är en lista över människans kroppsdelar indelande efter del av kroppen de hör till.
- huden
- huvud
  - ansikte
  - haka
  - hals
  - kinder
  - käke
  - läpp
  - mun
  - näsa
  - panna
  - amorbåge
  - tänder
  - tunga
  - öga
  - öra
- halsregionen
  - adamsäpple
  - axlar
- armen
  - armbåge
  - fingrar
  - hand
  - handled
  - tumme
- Övre delen av kroppen
  - bröstet
  - bålen
  - revben
  - ryggen
  - ryggrad
- Nedre delen av kroppen
  - buken
  - bålen
  - navel
  - könsorgan
    - penis
    - scrotum
    - klitoris
    - vagina

  - analöppning
- benet
  - fot
    - Häl
    - tår

  - höft
  - knä
  - lår
  - skinkor
  - vad
  - vrist
  - Svanskota